# Näckrostulpan
Näckrostulpan (Tulipa kaufmanniana) är en liljeväxtart som beskrevs av Eduard August von Regel. Enligt Catalogue of Life ingår Näckrostulpan i släktet tulpaner och familjen liljeväxter, men enligt Dyntaxa är tillhörigheten istället släktet tulpaner och familjen liljeväxter. Det är osäkert om arten förekommer i Sverige. Inga underarter finns listade.

## Bildgalleri

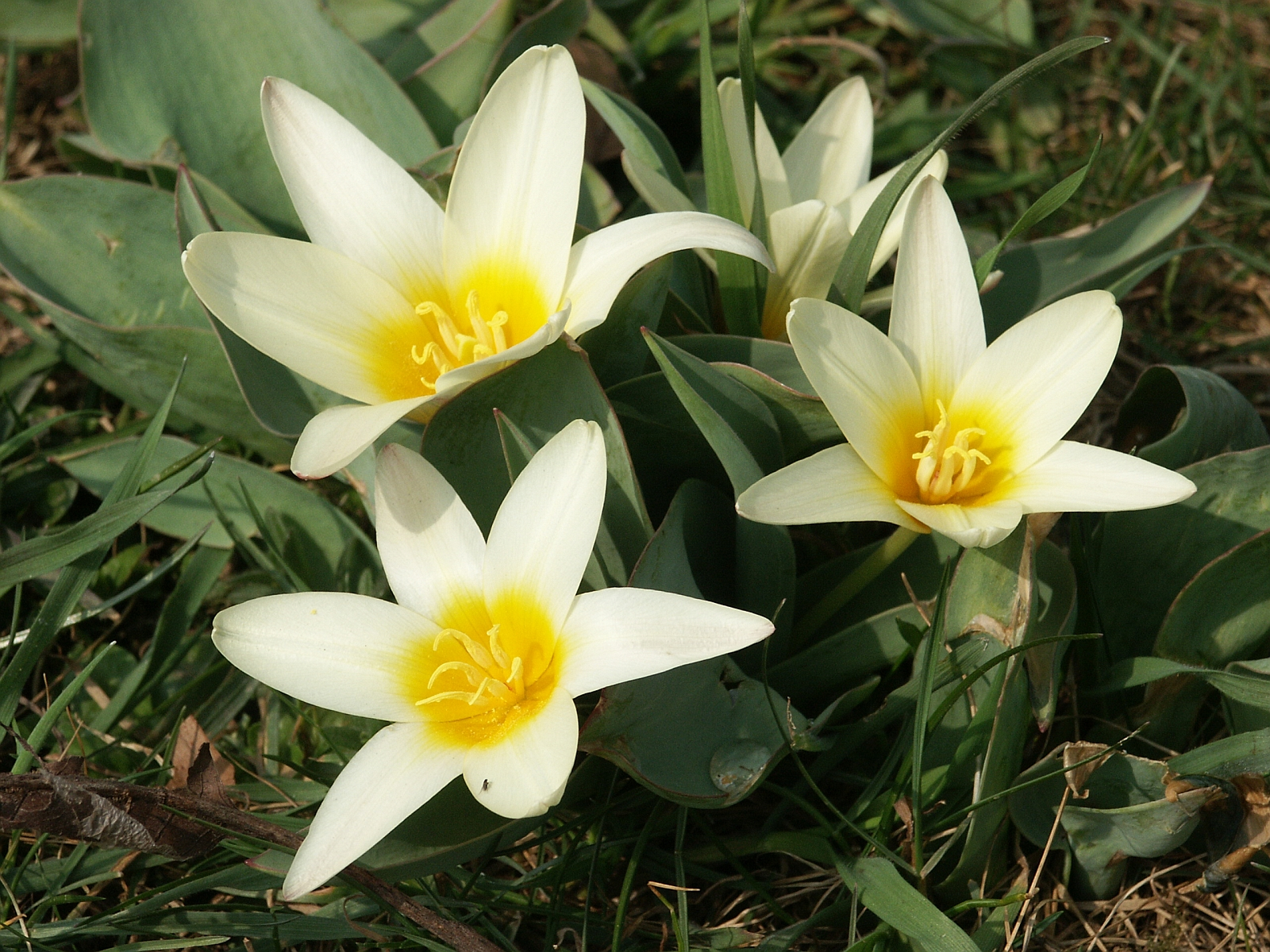
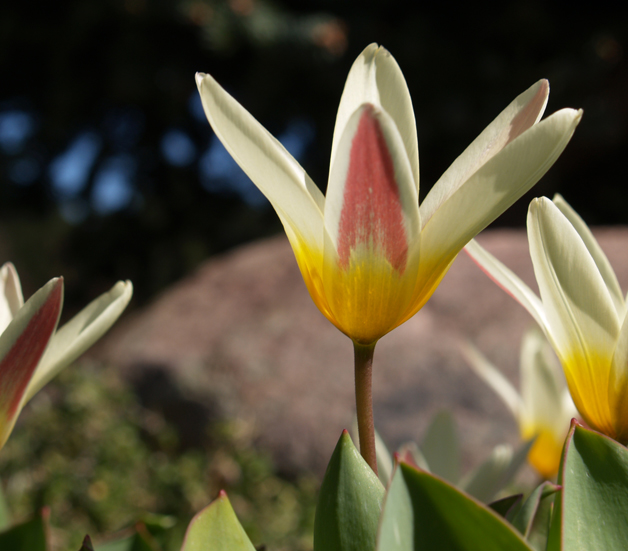
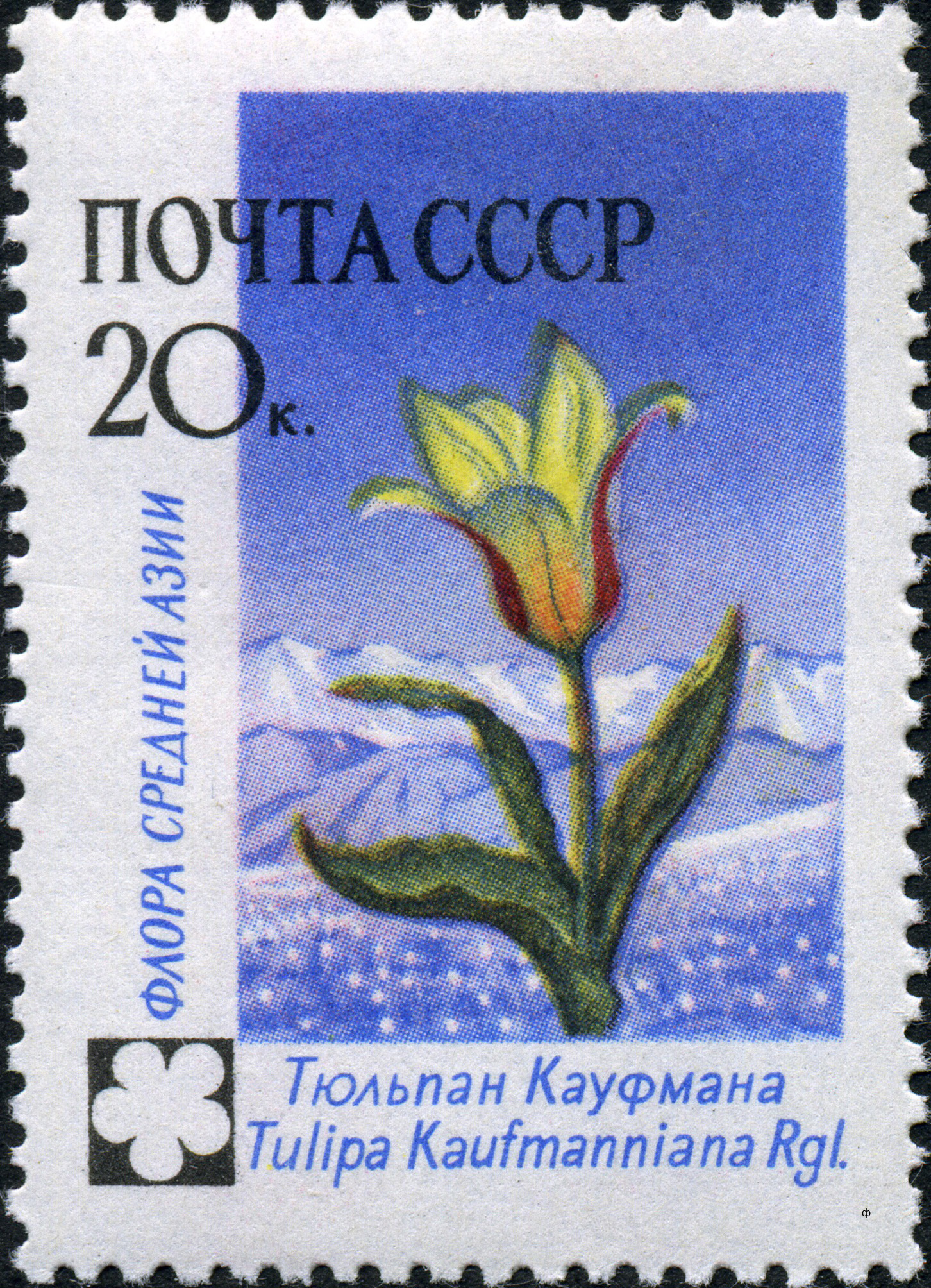
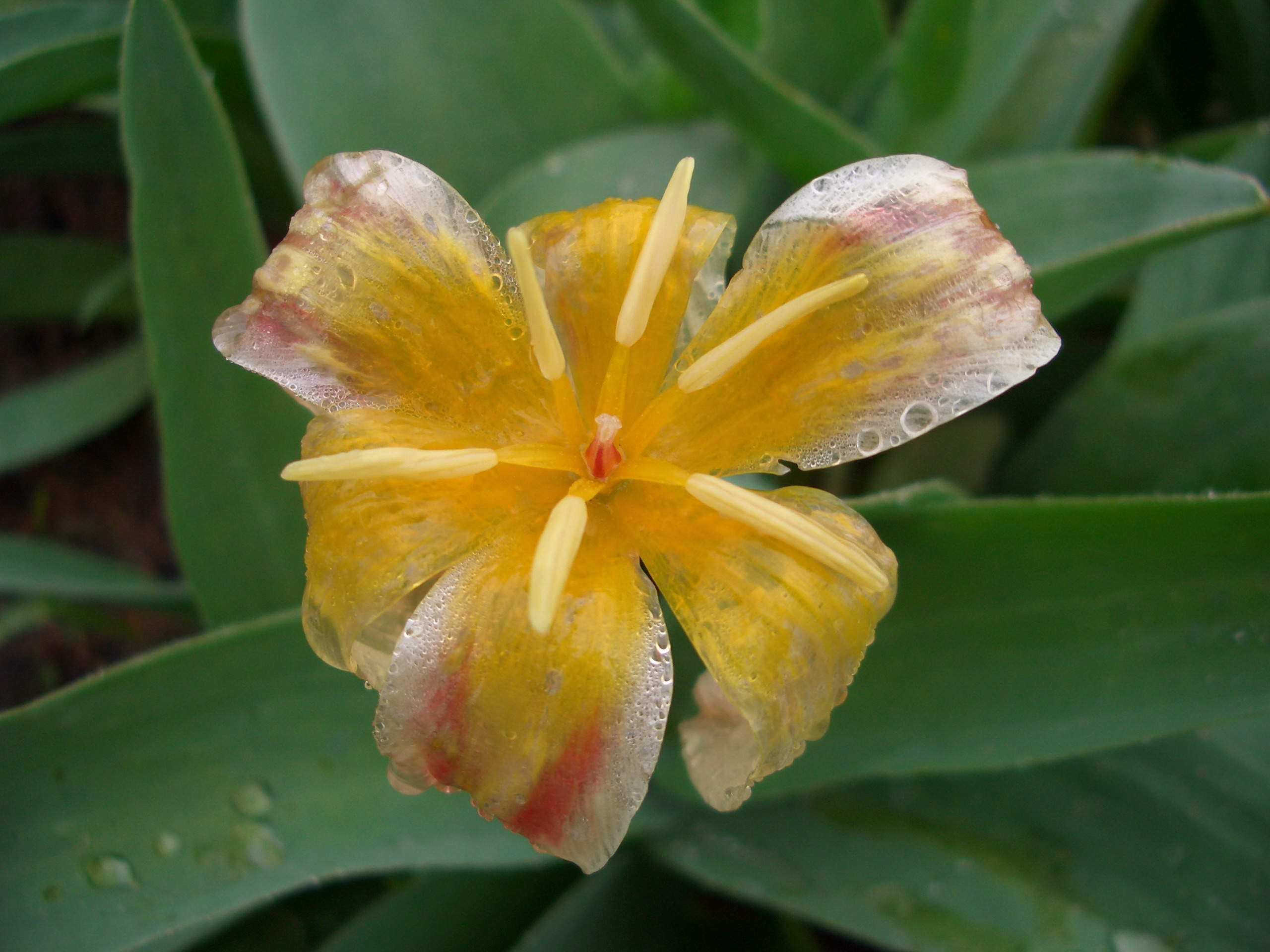